# Josephine Ho

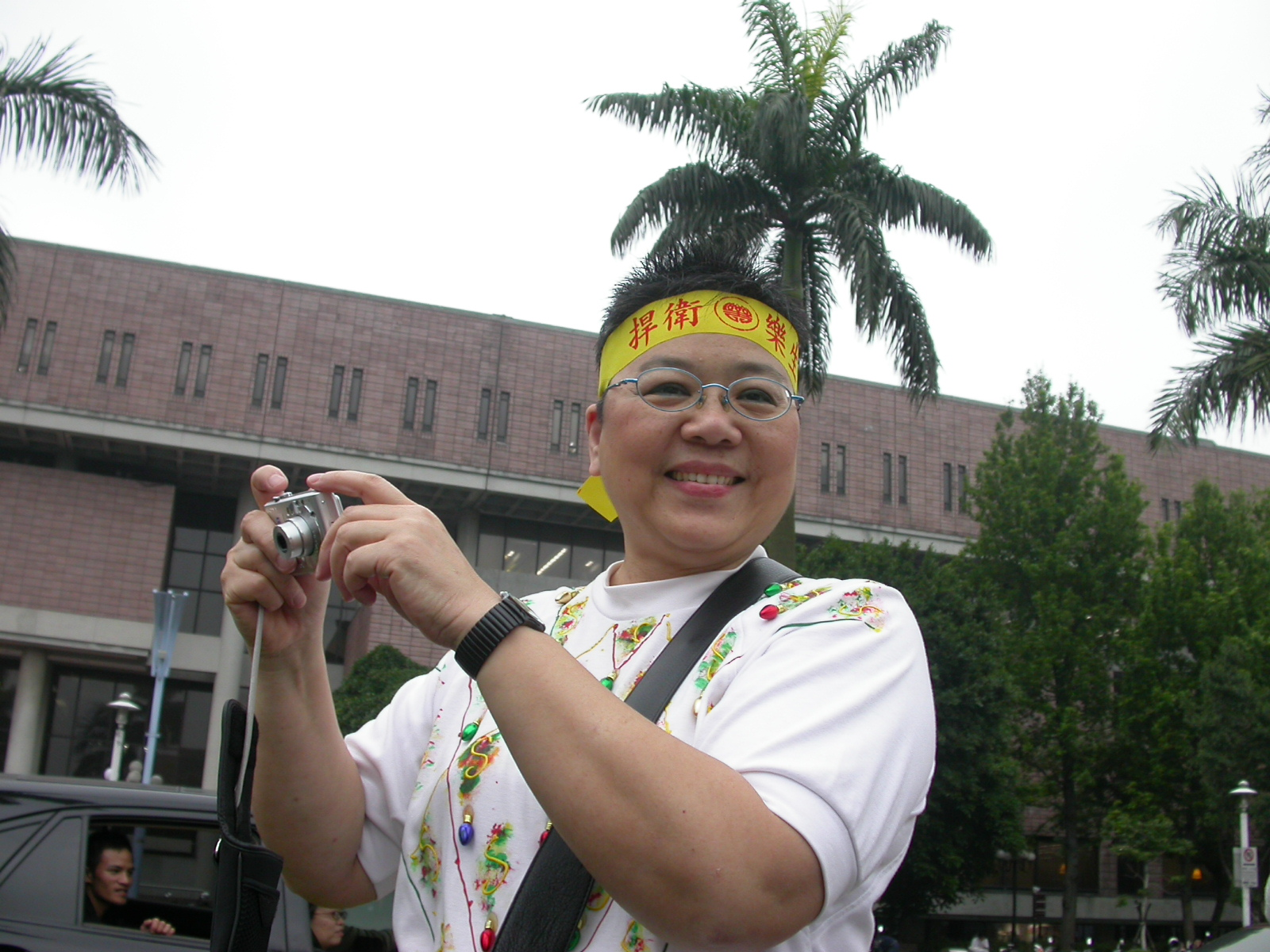
Josephine Ho 2007

Josephine Ho, auch bekannt als Josephine Chuen-juei Ho (chinesisch 何春蕤 / 何春蕤, Pinyin Hé Chūnruí; geboren am 16. Juni 1951), ist eine taiwanische feministische Sexualwissenschaftlerin und Professorin an der Nationalen Zentraluniversität in Taiwan und Direktorin des dortigen Zentrums für das Studium der Sexualitäten. Sie gilt als Pionierin der taiwanesischen Queer-Bewegung.

## Leben

### Studium und Karriere
Josephine Ho studierte an der National Chengchi University in Taipeh im Fachbereich Western Languages and Literature (westliche Sprachen und Literatur) und schloss 1972 mit dem Bachelor of Arts ab. 1975 erhielt sie den Master of Science an der University of Pennsylvania für Erziehungswissenschaften und 1981 den Doctor of Education an der University of Georgia für das Fach Linguistik. 1992 studierte sie im Fachbereich Englisch an der Indiana University und schloss mit dem Doctor of Philosophy (Doktor der Philosophie) ab.
Josephine Ho ist seit 2006 Professorin an der Nationalen Zentraluniversität in Chungli, Taiwan. Seit 2010 ist sie dort Direktorin für das Zentrum für Studien der Sexualitäten (Center for the Study of Sexualities).

### Wissenschaftliche Schwerpunkte

#### Center for the Study of Sexualities
Josephine Ho hat sich intensiv mit den aufkeimenden gegenkulturellen Bewegungen in Taiwan beschäftigt und begründete 1995 das Center for the Study of Sexualities an der National Central University in Taipeh (Nationale Zentraluniversität). Diese Institution ermöglicht es, zu Themen wie Gender, Sexuelle Aufklärung und Sexuelle Selbstbestimmung, Sex Work Studies und zu Transgeschlechtlichkeit zu forschen. Josephine Ho hat ausführlich und zum Teil provokativ über diese Themen im taiwanesischen Kontext geschrieben. So entstanden durch ihre Forschung mehr als 15 Bände zur taiwanesischen Gender-/Sexualitätsforschung, die wichtige Grundlagen für die taiwanesische akademische Forschung zu marginalen Gruppen sind.
Durch diese umfangreichen Forschungen gilt sie in Taiwan als eine Vorreiterin für sexpositive Ansichten über weibliche Sexualität, Geschlechts- und Sexualerziehung, Queer Studies, Studien und Aktivismus im Bereich der Sexarbeit und für transgeschlechtliche Themen.

## Kontroversen und Aktivismus
Josephine Ho gilt als die bedeutendste Theoretikerin/Aktivistin der taiwanesischen Sexualrechtsbewegung und ist als Begründerin der taiwanesischen Queer-Bewegung bekannt. Durch ihre kontinuierlichen Forschungen und Arbeiten zu Themen wie Sexualerziehung, Sexarbeit und Geschlechterforschung wird sie von konservativen und fundamentalistischen Kreisen aktiv als Feindin gesehen. 2001 wurde ihre akademische Internetseite gesperrt, weil dort Inhalte zur sexuellen Aufklärung für Jugendliche zu finden waren. Dies führte 2003 zu einer Sammelklage von konservativen christlichen Nichtregierungsorganisationen, die sich gegen diese Verbreitung von Informationen einsetzten. Ho wurde vorgeworfen, sie verbreite mit ihrer umfangreiche Internet-Datenbank zum Thema Sexualität Informationen zu Websites mit zoophilen Inhalten.
Es bildete sich ein Netzwerk aus Unterstützenden das aus Studierenden, Wissenschaftlern und Aktivistengruppen bestehend sowie einer breit angelegten internationalen Petitionsaktion gegen diese Klage vorging. Josephine Ho gewann den Prozess zunächst vor dem Bezirksgericht und später vor dem Obersten Gerichtshof. Sie verteidigte damit erfolgreich die Rede- und Informationsfreiheit zur sexuellen Selbstbestimmung.

### Wirken als Aktivistin

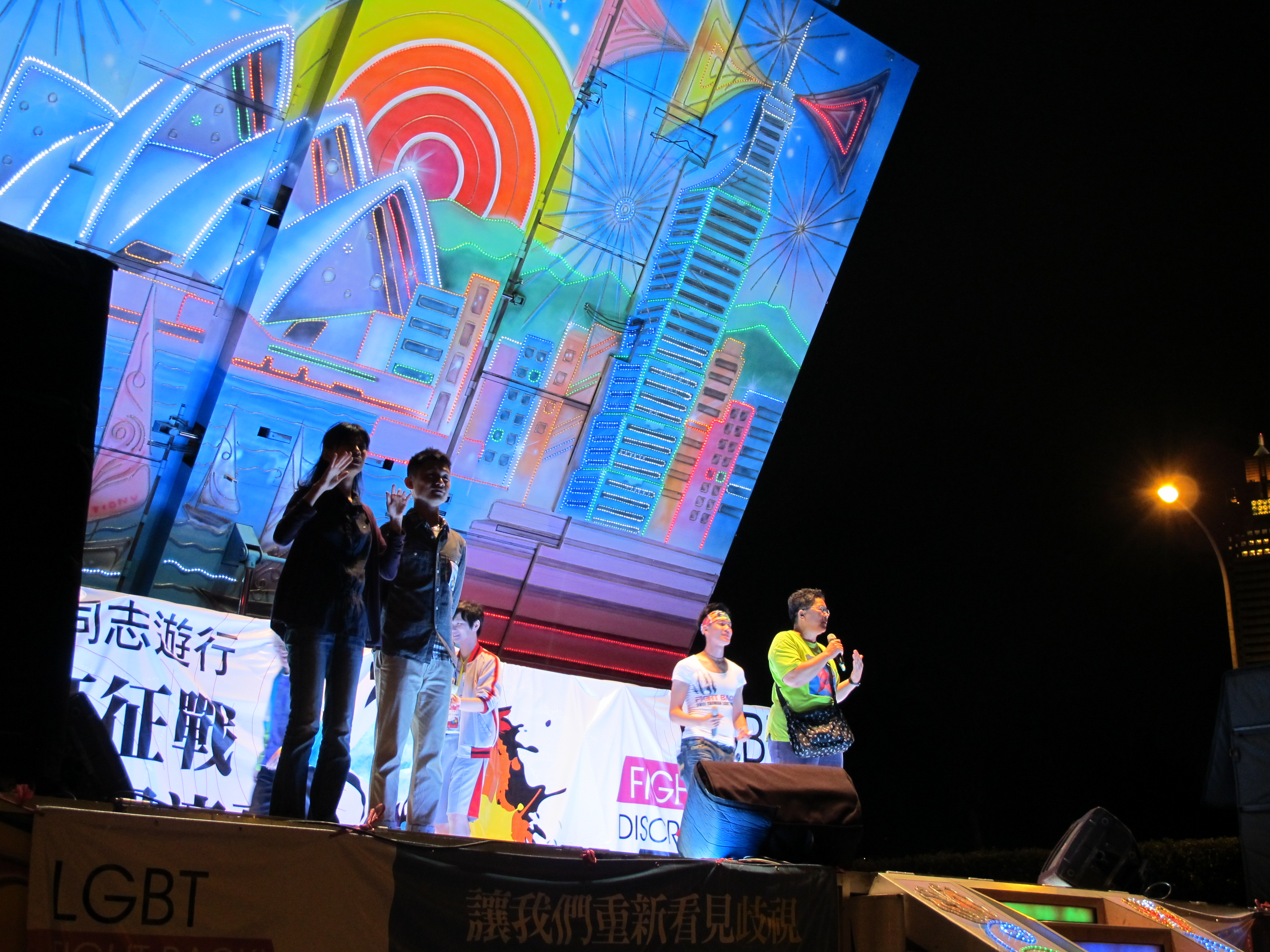
Josephine Ho spricht beim Taiwan Pride 2011

Josephine Ho setzt sich insbesondere für Aufklärungsarbeit und Vermittlung von sexueller Selbstbestimmung ein. Sie kritisiert die Versuche, die in zahlreichen Ländern unternommen werden, um diese in Frage zu stellen und aus dem öffentlichen Raum zu verdrängen. Sie beschäftigt sich mit Themen wie Pornografie und Sexarbeit ohne die Kriminalisierung dieser in den Vordergrund zu stellen und fordert die Notwendigkeit, dass Akademiker und Aktivisten mehr Ressourcen für die Förderung der sexuellen Autonomie aufwenden, insbesondere im Hinblick auf die Jugend.
Ho ist seit den 1990er-Jahren Frauenrechtsaktivistin. Sie organisierte die erste Demonstration gegen sexuelle Belästigung in Taiwan und entwarf den Slogan: „Wir wollen keine sexuelle Belästigung, wir wollen Orgasmen. Wenn ihr uns weiter sexuell belästigt, schneiden wir ihn mit einer Schere ab!“
Josephine Ho ist vor allem für ihre Arbeit im Bereich der Geschlechter- und Sexualitätsfragen und -bewegungen bekannt, jedoch war sie auch an der lokalen Organisation/Mobilisierung der Anti-Kriegs-Bewegung, der Anti-Globalisierungs-Bewegung, der Anti-Atomkraft-Bewegung und der jüngsten Bewegung gegen soziale Ausgrenzung aktiv beteiligt. Für ihren unermüdlichen Einsatz gegen Bigotterie und Vorurteile und ihre Arbeit für Menschenrechte und sexuelle Rechte wurde sie als eine von tausend Frauen weltweit ausgewählt, die 2005 gemeinsam für den Friedensnobelpreis nominiert wurden.

## Auszeichnungen
- 1994: Woman of the Year, Awarded by Independence Evening News, Taiwan
- 1994: Woman Who Changed Taiwan, Awarded by United Evening News, Taiwan
- 2004: Outstanding Research Award, National Central University, Taiwan
- 2005: Nominiert für den Friedensnobelpreis 1000 Women for Nobel Peace Prize

## Publikationen (Auswahl)
- The Gallant Woman–Feminism and Sexual Emancipation. (1994)
- Gendered Nations–Sexuality, Capital and Culture. (1994)
- Sexual Moods: A Therapeutic and Liberatory Report on Female Sexuality. (1996)
- Radical Sexuality Education: Gender/Sexuality Education for the "New Generation". (1998)
- The Admirable/Amorous Woman. (1998)
- Connections: Trans-Local Exchanges on Chinese Gender/Sexuality. Chungli, Center for the Study of Sexualities, National Central University, Taiwan. (in Chinese) 2010
- Gender/Sexuality Troubles: Rethinking Taiwanese Gender Politics. Tokyo, Ochanomizu University. 2011
- Queer Soundings. Chungli, Center for the Study of Sexualities, National Central University, Taiwan. (in Chinese) 2009
- mit Yin-Bin Ning: Taking Pornography Seriously. Chungli, Center for the Study of Sexualities, National Central University, Taiwan. (in Chinese) 2008
- The Zoophilia Webpage Incident. Chungli, Center for the Study of Sexualities, National Central University, Taiwan. (in Chinese) 2006
- mit Naifei Ding and Yin-Bin Ning: Introduction to Politics of Sexuality: Lectures on Sex Rights Movement in Taiwan. Chungli, Center for the Study of Sexualities, National Central University, Taiwan. (in simplified Chinese) 2005
- Trans-gender. Center for the Study of Sexualities, National Central University, Taiwan. (in Chinese) 2003
- Sex Work Studies. Center for the Study of Sexualities, National Central University, Taiwan. (in Chinese) 2003

Essays
- Life of a Parasite: A Survival Story of Cultural Studies. Cultural Studies and Institution, ed. by Meaghan Morris (forthcoming)2011
- Sentimentalism and Fright: Gender and Class Shifts in Contemporary Taiwanese Tattoo Culture in: A Radical Quarterly in Social Studies 80 (Dec. 2010): 55-104.
- Queer Existence under Global Governance: A Taiwan Exempla.r in: Positions 18.2 (Summer 2010): 537-554. 2010
- Sex Rights in Greater China: 2009 in: WACS Newsletter 3.1 (March 2010): 2-8.
- mit Yin-Bin Ning: Re-Naming Sexual Perverts. in: International Chinese Sexology Journal. (ICSJ) 9.3, Serial No. 11 (September 30, 2009), online journal published by International Association of Chinese Medical Specialists & Psychologists (New York, US).  (In Chinese)
- Is Global Governance Bad for East Asian Queers? in: GLQ: A Journal of Lesbian and Gay Studies 14.4 (Fall 2008) : 457-479. (SSCI)
- The World of Pornography and Studies in Pornography. in: Soochow Journal of Sociology 20 (June 2006): 173-206.  (In Chinese)
- The Woman Under the Burial Quilt—Death of a Trans Warrior in: Left Curve 29 (2005): 127-128.